# Ghazis

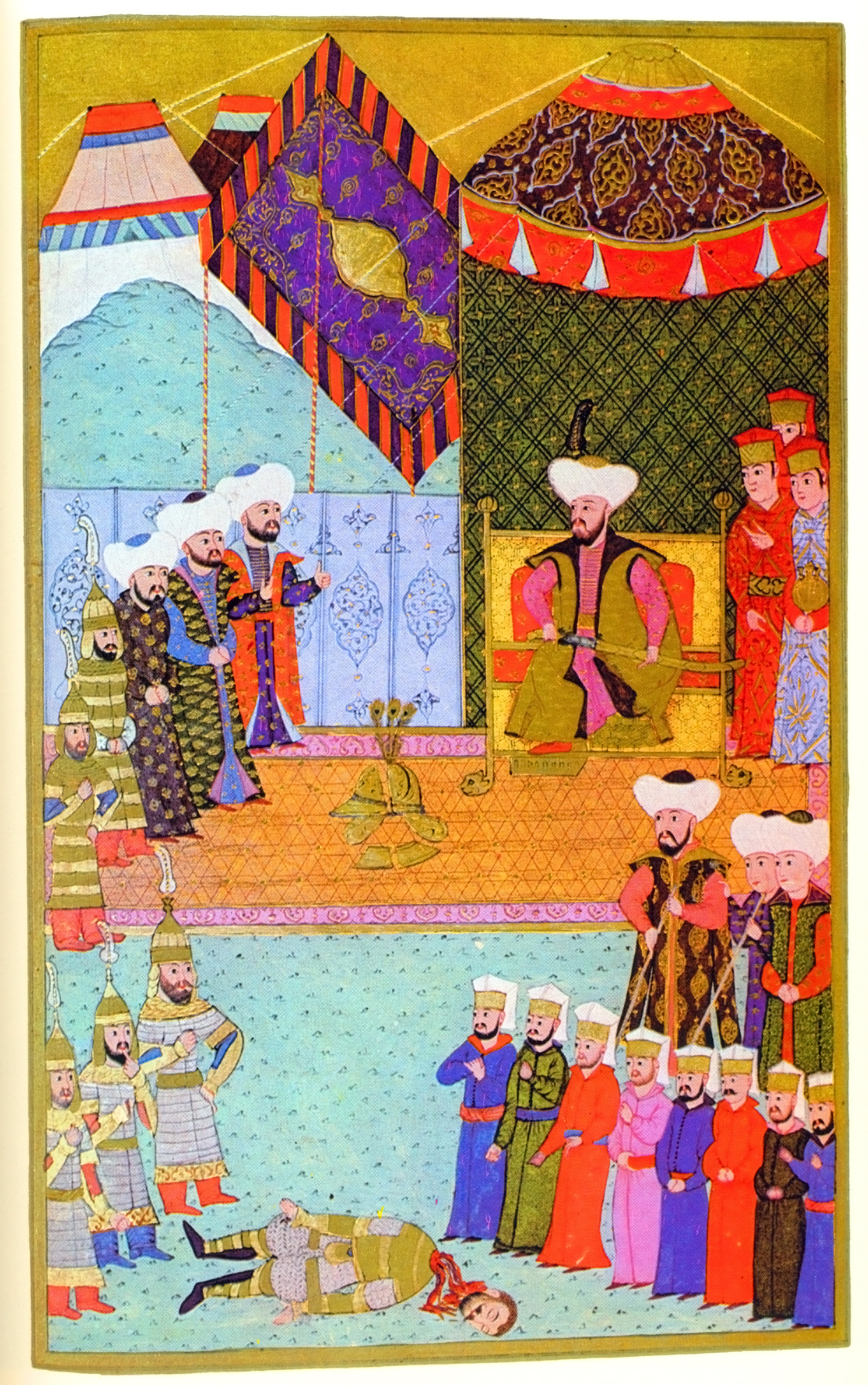
une images de ces soldats ghazi

Le terme ghazi (ḡāzi, غازٍ, conquérant) désigne les soldats participants à la ġazā, guerre sainte musulmane en turc.
On retrouve ce terme pour désigner des soldats et des souverains ottomans, notamment dans l'İskendernâme de Ahmedi. Cela a amené l'historien autrichien Paul Wittek à théoriser la guerre sainte comme caractéristique principale et fondatrice de l'Empire ottoman (voir: Théorie de Ghazi).
La théorie de ghazi ayant été sérieusement revue, des débats existent aujourd'hui pour définir réellement le sens du mot ghazi tel que l'entendaient les turcs ottomans. Pour l'historien Heath W. Lowry, la ġazā était probablement une guerre de pillage, proche de la razzia arabe que les intellectuels et religieux ottomans tentent de faire correspondre au concept de guerre sainte.